# Mal Gaber
Mal Gaber (en macédonien Мал Габер) est un village de l'est de la Macédoine du Nord, situé dans la municipalité de Karbintsi. Le village ne comptait aucun habitant en 2002.